# A-002
A-002 byl třetí test únikového systému kosmické lodi Apollo. Test měl prověřit bezpečnost únikového systému na hranici maximální výšky pro kterou byl navržen. Start se konal 8. prosince 1964 na odpalovacím komplexu 36 základny White Sands Missile Range.

## Úkoly mise

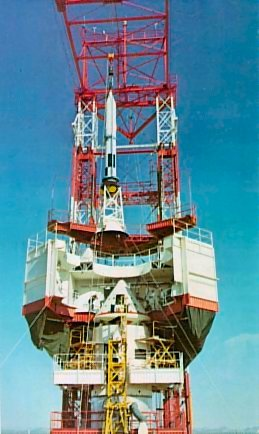
Little Joe II na Odpalovací rampě

Úkolem testu bylo prověřit použitelnost únikového systému v oblasti transonických rychlostí (0,8 - 1,3 Ma viz Machovo číslo), kdy je působením dynamického tlaku kosmická loď namáhána nejvíce a zároveň se měla ověřit funkčnost systému na hranici konstrukčních možností. Trajektorie rakety byla zvolena tak, aby věrně kopírovala zamýšlený letový profil budoucí rakety Saturn. Oproti předchozímu testu A-001 měla nosná raketa Little Joe II rozdílnou konfiguraci motorů, dva motory Algol a čtveřici raket Recruit. Raketa také obsahovala řídící systém a měřící přístroje. Únikový systém byl také změněn, aerodynamické řídící plochy byly pozměněny a byl přidán kryt, který chránil velitelský modul před výstupem plynů z motorů ve věži únikového systému. Padákový systém byl taktéž upraven a nově disponoval dvojitým stabilizačním padákem.

## Průběh letu

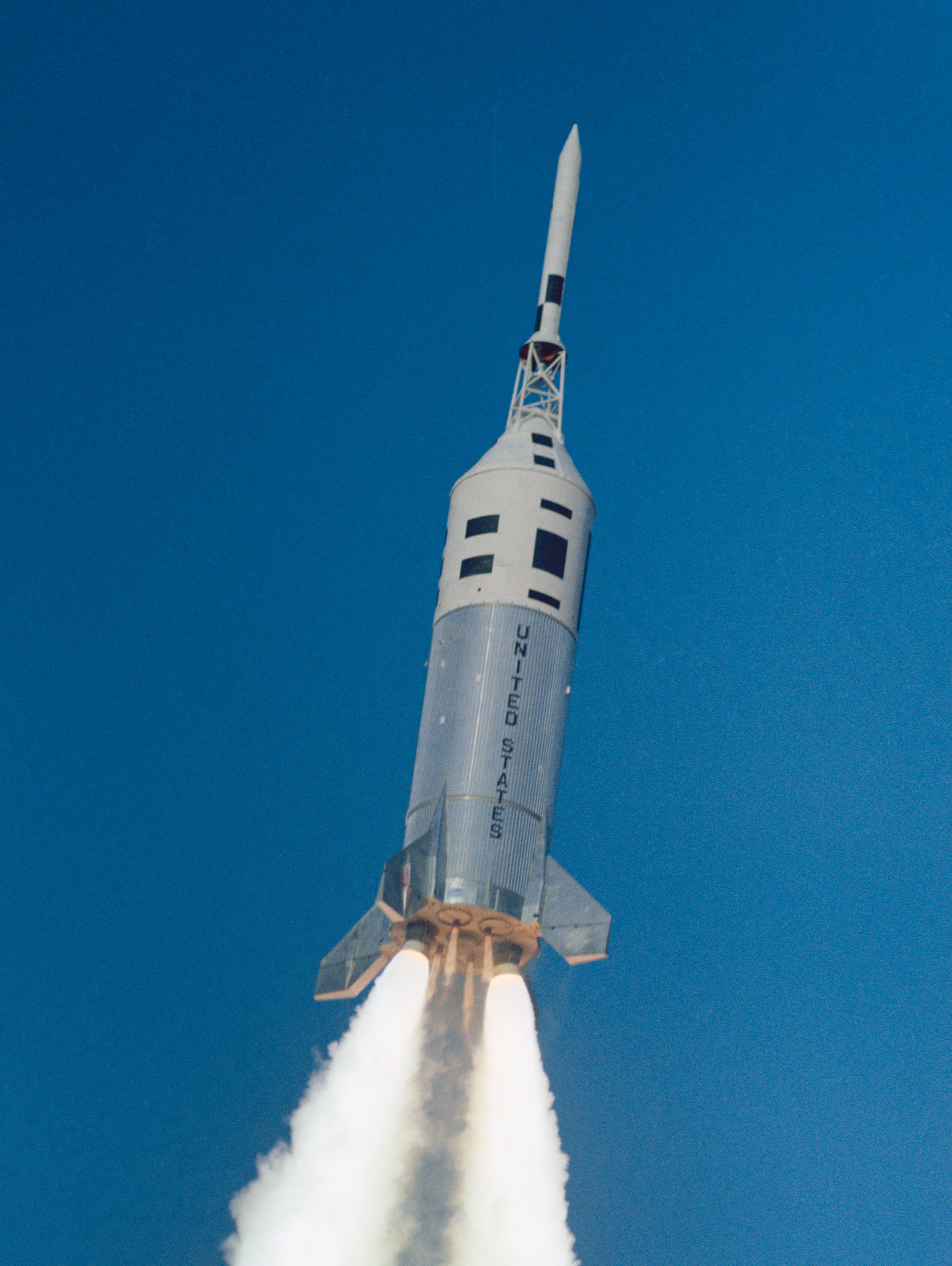
start rakety Little Joe II

Raketa odstartovala 8. prosince 1964 v 15:00 UTC zážehem všech šesti motorů naráz. Test únikového systému se měl uskutečnit v bodu dráhy, kde byly očekávány nejsilnější účinky dynamického tlaku. Tento bod byl vypočten na základě reálně naměřených hodnot okamžitého dynamického tlaku a machova čísla, avšak kvůli chybě při dosazování konstant při kalkulaci meteorologických údajů, byl systém odpálen o 2,4 sekundy dříve. Po zážehu únikového systému se kabina čtyřikrát převalila, poté ji aerodynamické ovládací plochy stabilizovaly do pozice zadním tepelným štítem dopředu. Barometrické snímače ve výšce 7163 metrů aktivovaly přistávací procedury a kabina se snesla na třech hlavních padácích a hladce dosedla poušť nového mexika. Ačkoli nebyla dosažena požadovaná výška pro odpálení, konečný dynamický tlak byl vyšší než se čekalo a systém tak prokázal svou funkčnost při extrémních podmínkách. Jediné selhání se projevilo u krytu výstupních plynů motorů únikového systému, který neustál podmínky testu a odtrhl se.